# Tetrapylon

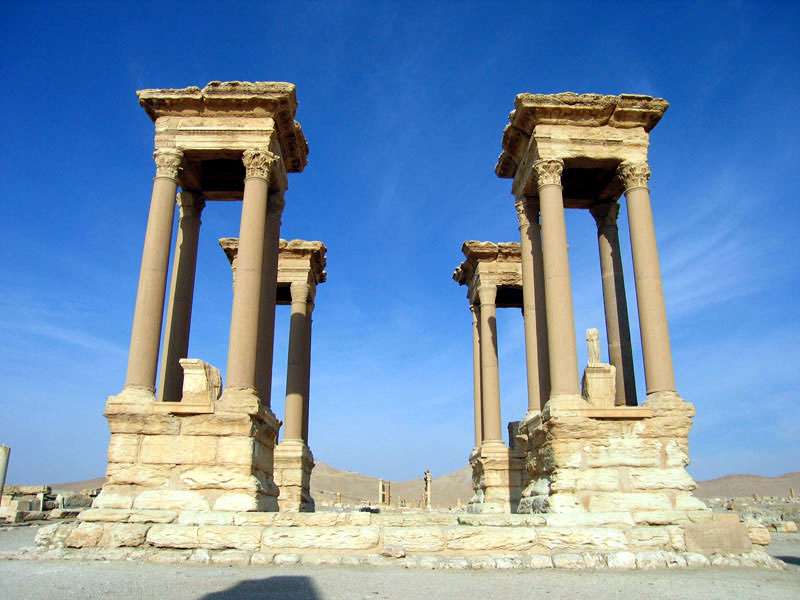
Tetrapylon in Palmyra.

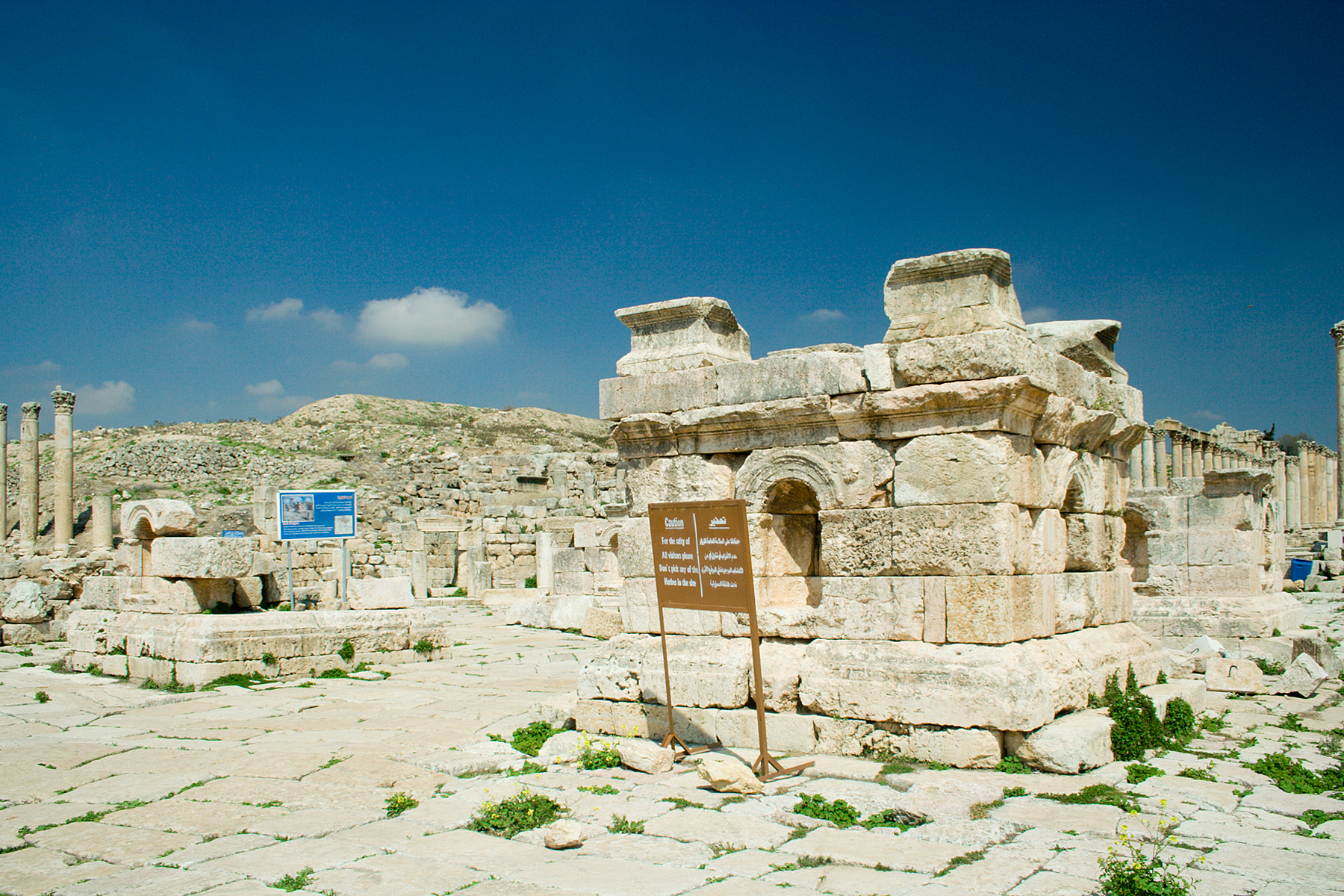
Overblijfselen van een tetrapylon in Jerash.

Een Tetrapylon was een manier waarop een kruising van twee Romeinse wegen werd ingericht. Het lijkt een beetje op een rotonde. De wagens konden dan een rondje draaien en zo elkaar passeren. Net als latere triomfbogen werden ze gebouwd om lange hoofdstraten te doorbreken en variatie aan te brengen. Soms kan het ook markeren dat de straat een bocht of hoek maakte een andere richting uit. 